# American Staffordshire terrier
L'American Staffordshire Terrier , o AmStaff o Pitbull Amstaff, è una razza canina che si cominciò a selezionare negli Stati Uniti d'America dal 1936.
L'American Staffordshire Terrier è una razza canina americana di taglia media e a pelo corto, riconosciuta dall'American Kennel Club (AKC) ma non dallo United Kennel Club (UKC), che invece consente agli American Staffordshire Terrier di essere registrati sotto la razza dell'American Pit Bull Terrier. Quello dell'AmStaff è l'unico standard ad essere stato riconosciuto dalla Federazione Cinofila Internazionale (FCI); infatti è l'unico a poter partecipare per standard a concorsi di bellezza e gare canine riconosciute Ente Nazionale Cinofilia Italiana (ENCI).
Gli American Staffordshire Terrier non sono da confondere con gli American Pit Bull Terrier, anche se provenienti da antenati comuni. Inoltre non dovrebbe essere confuso con il britannico Staffordshire Bull Terrier.

## Origini e storia
L'American Staffordshire Terrier è il nome che è stato dato all'American Pit Bull Terrier dall'associazione canina American Kennel Club (AKC), al suo riconoscimento nel 1936. Il primo standard della razza (1936) redatto da parte dell'AKC considera come esempio standard Colby Primo, un American Pit Bull Terrier della famosa linea Colby (allevatore di American Pit Bull Terrier, razza già riconosciuta da altri kennel club agli inizi del Novecento). La sua storia nasce dagli incroci tra cani di tipo molossoide e di tipo terrier, creati in Inghilterra per il bull baiting (combattimento di cani contro tori). Tra il secondo e il terzo decennio dell'Ottocento, le autorità inglesi misero fuorilegge questi combattimenti che passarono dunque nella clandestinità, trasformandosi in incontri fra soli cani (dog fighting). Il dog fighting fu esportato contemporaneamente alla colonizzazione britannica del nord America, e da qui deriva il nome American Pit Bull Terrier. Nel 1884 si costituisce l'American Kennel Club (AKC) per la tutela delle razze canine pure. L'AKC chiese anche di cambiare il nome alla razza, sostituendo il termine "Pit Bull" (letteralmente arena - toro) con "Staffordshire Terrier". 

## Temperamento
Secondo l'American Kennel Club (AKC), questi cani sono "compagni intelligenti, sicuri di sé e di buon carattere. Il loro coraggio è proverbiale. Un AmStaff allevato in modo responsabile e ben socializzato è un amico leale ed affidabile fino alla fine".
Il club ufficiale delle razze d'America sottolinea che l'aggressività dei cani potrebbe verificarsi anche se i cani fossero stati ben socializzati, e che quindi non dovrebbero mai essere lasciati soli con altri cani.

## Descrizione
Secondo lo standard di razza pubblicato dall'AKC che fu approvato il 10 giugno 1936, "l'American Staffordshire Terrier dovrebbe dare l'impressione di una grande forza per le sue dimensioni, un cane ben messo insieme, muscoloso, ma agile e aggraziato, molto vivo per l'ambiente circostante. Il suo coraggio è proverbiale". Altezza e peso dovrebbero essere proporzionati. Un'altezza di circa 18-19 pollici (da 46 a 48 cm) alle spalle per il maschio, e da 17 a 18 pollici (da 43 a 46 cm) per la femmina. Il naso dovrebbe essere sempre nero ma sono accettati molte varianti di colori del mantello.

## Aspetto generale
L'American Staffordshire Terrier deve dare l’impressione di grande forza per la sua taglia.
Un cane ben costruito, muscoloso ma agile e di belle linee, molto attento. Equilibrio è la parola chiave nell'Am Staf. Il suo coraggio è proverbiale. 
L'American Staffordshire Terrier ha:
- La testa è di lunghezza media. Cranio largo, muscoli facciali ben pronunciati, stop marcato.
- Le orecchie sono inserite in alto. Sono ammesse tagliate o integre, da preferirsi. Le orecchie integre dovrebbero essere corte e portate "a rosa", o semi erette. Sono penalizzate le orecchie del tutto pendenti o erette.
- Occhi scuri, rotondi, situati bassi e molto ben distanziati. Nessun segno di depigmentazione. Sguardo fiducioso, sicuro e leale. Occhi troppo distanziati modificano il tipico sguardo aperto di questa razza.
- Il muso è di lunghezza media, rotondo nella parte superiore e con una caduta direttamente sotto gli occhi.
- Le mascelle sono ben delineate.
- Le labbra sono aderenti e compatte.
- Gli incisivi superiori si chiudono compatti all'esterno degli incisivi inferiori.
- Il tartufo è di colore nero.  Questa specifica venne fatta per prendere distanze dai pitbull da combattimento che al tempo erano spesso 'red nose' ('naso rosso'), i cani Am Staf di colore blue hanno logicamente un tartufo grigio l'importante è che non presenti depigmentazione.
- La lunghezza del muso è in proporzione alla testa: visto di profilo o frontalmente, appare in perfetta armonia, né troppo lungo né troppo corto. La linea superiore è diritta.
- Il collo è possente, leggermente arcuato. Senza giogaia.
- Le spalle sono forti e muscolose con delle scapole ampie e oblique.
- Il dorso è corto. Scende leggermente dal garrese alla groppa, con una lieve inclinazione fino alla attaccatura della coda. È un cane iscritto nel rettangolo, del 5-10% di lunghezza in più del quadrato.
- Rene leggermente risalente
- Torace profondo e largo. Petto non eccessivamente piatto e largo 'da bulldog' ma ben sceso 'a chiglia' o 'a soffietto'.  Costole ben cerchiate, ravvicinate si estendono bene all’indietro.
- Il corpo presenta costole ben arcuate, ben sviluppate verso la parte posteriore del corpo e compatte. Arti anteriori ben distanziati tra loro per poter dare spazio allo sviluppo del torace. Il torace deve essere ampio e profondo.
- Coda mai tagliata. Coda corta in rapporto alla taglia, inserita bassa, va assottigliandosi in una punta fine. Coda non arrotolata o né portata sopra il dorso.
- Le zampe anteriori sono dritte, con ossa larghe, metacarpi dritti frontalmente. Le zampe posteriori sono molto muscolose. I garretti sono discesi, non deviati in fuori né in dentro. I piedi posteriori durante il movimento devono ricalcare la posizione dei piedi anteriori.
- Piedi di misura media ben arcuati e compatti, detti "da gatto".
- Il portamento è agile ed elastico, mai molleggiato.
- Il pelo è corto, folto, duro al tocco e lucido.
- Tutti i colori sono ammessi: monocolore, pluricolore, pezzato. Non sono da incoraggiare il bianco che supera l’80%, il nero focato, il color fegato.
- L'altezza e il peso sono proporzionate tra loro. Deve prevalere un tipo moderato, né bull né terrier. Altezza: da preferire per i Maschi 46 – 48 cm, per le Femmine 43 – 46 cm.

## Salute
Uno studio del Regno Unito del 2024 ha rilevato un'aspettativa di vita di 12 anni e mezzo.
La razza è predisposta alle malattie allergiche della pelle e alla demodicosi. Uno studio americano ha rilevato che il 20% dei giovani AmStaff (sotto i due anni) soffre di demodicosi rispetto allo 0,58% in totale.
Uno studio nordamericano su 1.000.000 e 250.000 scansioni dell'anca e del gomito ha rilevato che il 24,4% degli American Staffordshire Terrier soffre di displasia dell'anca e il 16,1% di displasia del gomito.

## Legislazione e restrizioni specifiche per razza
L'American Staffordshire Terrier è stato spesso incluso nei divieti di razza che si rivolgono a cani di tipo Pitbull e/o alle razze di cani da combattimento e difesa.